# Acanthurus sohal
Acanthurus sohal là một loài cá biển thuộc chi Acanthurus trong họ Cá đuôi gai. Loài cá này được mô tả lần đầu tiên vào năm 1775.

## Từ nguyên
Từ sohal trong danh pháp cũng chính là tên thông thường trong tiếng Ả Rập của loài cá này dọc theo bờ Biển Đỏ.

## Phạm vi phân bố và môi trường sống
A. sohal có phạm vi phân bố ở Tây Bắc Ấn Độ Dương. Loài cá này đã được tìm thấy ở những vùng biển bao quanh bán đảo Ả Rập, từ Biển Đỏ vòng qua vịnh Ba Tư ở phía đông, và từ Biển Đỏ trải dài xuống vịnh Aden ở phía nam.
A. sohal lần đầu tiên được ghi nhận ở vùng biển Hoa Kỳ vào năm 2002, khi một cá thể của loài này được phát hiện ở ngoài khơi Pompano Beach, Florida. Không một cá thể A. sohal nào được phát hiện thêm ở Hoa Kỳ trong hơn 10 năm kể từ đó.

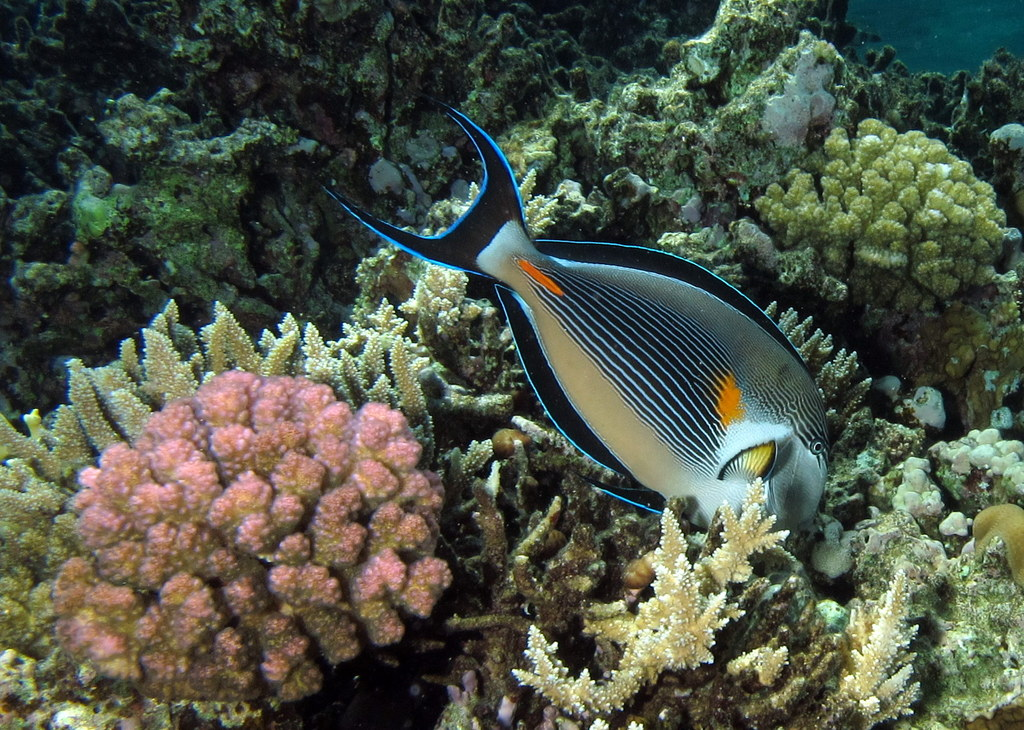
A. sohal kiếm ăn trên rạn san hô

Thông qua kênh đào Suez, A. sohal đã du nhập vào Địa Trung Hải, mở rộng phạm vi của chúng về phía bắc. Một mẫu vật của loài cá này đã được thu thập ở ngoài khơi Kalymnos, Hy Lạp vào năm 2017.
A. sohal sống gần các rạn san hô ở độ sâu khoảng 50 m trở lại.

## Mô tả
Chiều dài cơ thể tối đa được ghi nhận ở P. sohal là 40 cm. Cơ thể có màu xám nhạt, chuyển dần sang màu trắng ở bụng. Các đường sọc hẹp màu đen nằm ở đầu, phía trên mắt. Một mảng màu cam nằm sau đầu, bên dưới vây ngực. Hai bên cuống đuôi có một ngạnh sắc đặc trưng của họ Cá đuôi gai, có lớp màng bọc màu cam. Hai bên thân có các lằn sọc ngang màu đen. Vây lưng, vây hậu môn và vây đuôi có màu đen, viền xanh ánh kim; vây lưng và vây hậu môn có thể căng rộng. Vây ngực màu trắng, có đốm vàng với dải viền đen. Đuôi xẻ thùy, thùy đuôi dài và nhọn.
Số gai ở vây lưng: 9; Số tia vây ở vây lưng: 30 - 31; Số gai ở vây hậu môn: 3; Số tia vây ở vây hậu môn: 28 - 29; Số tia vây ở vây ngực: 15 - 17; Số gai ở vây bụng: 1; Số tia vây ở vây bụng: 5.

## Sinh thái
A. sohal là một loài có tính lãnh thổ cao và rất hung hăn. Khi có kẻ xâm nhập vào lãnh thổ, A. sohal bơi nhanh về phía kẻ xâm nhập, xoay người vào phút chót, hoặc bơi lướt qua chúng để tấn công.
A. sohal ăn rong tảo và thường chỉ bơi xung quanh lãnh thổ của nó. Khi hợp thành đàn, đôi khi chúng có thể kiếm ăn trong lãnh thổ của các loài cá khác.